# Eric Johana Omondi
Eric Johana Omondi, född 18 augusti 1994 i Nairobi, är en kenyansk fotbollsspelare som spelar för Thailändska Muangthong United.

## Karriär
Omondi spelade mellan 2014 och 2016 för Mathare United i Kenyan Premier League. 2015 utsågs han till "Årets mittfältare i Kenyan Premier League". Inför säsongen 2017 värvades Omondi av Vasalunds IF.
Den 14 december 2017 värvades Omondi av IF Brommapojkarna, där han skrev på ett fyraårskontrakt. Omondi gjorde två mål den 7 april 2019 i en 4–0-vinst över Dalkurd FF.
Den 3 januari 2020 värvades Omondi av Jönköpings Södra, där han skrev på ett tvåårskontrakt. Efter säsongen 2021 lämnade Omondi klubben i samband med att hans kontrakt gick ut.
Den 26 januari 2022 gick Omondi på fri transfer till belgiska Waasland-Beveren, där han skrev på ett halvårskontrakt.

## Karriärstatistik
| Klubb              | Säsong             | Liga               | Liga    | Liga | Svenska cupen | Svenska cupen | Övrigt  | Övrigt | Totalt  | Totalt |
| Klubb              | Säsong             | Division           | Matcher | Mål  | Matcher       | Mål           | Matcher | Mål    | Matcher | Mål    |
| ------------------ | ------------------ | ------------------ | ------- | ---- | ------------- | ------------- | ------- | ------ | ------- | ------ |
| Vasalunds IF       | 2017               | Division 1 Norra   | 22      | 5    | 1             | 0             | —       | —      | 23      | 5      |
| IF Brommapojkarna  | 2018               | Allsvenskan        | 25      | 2    | 3             | 0             | 1       | 0      | 29      | 2      |
| IF Brommapojkarna  | 2019               | Superettan         | 18      | 4    | 4             | 2             | —       | —      | 22      | 6      |
| IF Brommapojkarna  | Totalt             | Totalt             | 43      | 6    | 7             | 2             | 1       | 0      | 51      | 8      |
| Jönköpings Södra   | 2020               | Superettan         | 24      | 8    | 3             | 0             | 1       | 0      | 28      | 8      |
| Jönköpings Södra   | 2021               | Superettan         | 27      | 6    | 1             | 0             | —       | —      | 28      | 6      |
| Jönköpings Södra   | Totalt             | Totalt             | 51      | 14   | 4             | 0             | 1       | 0      | 56      | 14     |
| Totalt i karriären | Totalt i karriären | Totalt i karriären | 116     | 25   | 12            | 2             | 2       | 0      | 130     | 27     |

1. ↑  Nedflyttningskvalmatch mot AFC Eskilstuna.[11]
2. ↑  Uppflyttningskvalmatch mot Kalmar FF.[12]